# Kaiji Tang
Kaiji Tang (唐凱吉S; Shanghai, 25 gennaio 1984) è un doppiatore cinese che lavora a Los Angeles.

## Biografia
Si è laureato all'Università della California - Riverside. Ha una sorella, Katherine. Si è sposato nel 2017.

## Doppiaggio

### Live action
- Katsuya e Gō Ayano in Yu Yu Hakusho
- Masaya Kato in Like a Dragon: Yakuza

### Film d'animazione
- Lee Chaolan in Tekken: Blood Vengeance

### Serie anime
- Membro del Computer Club in La malinconia di Haruhi Suzumiya
- Ufficiale Stregone in Tweeny Witches
- Jean Colbert e Derflinger in Zero no tsukaima
- Shiro Takamachi in Mahō shōjo Lyrical Nanoha
- Schmitt in Sword Art Online
- Gian in Doraemon
- Tsumugu Kinakase in Kill la Kill
- Santana in Le bizzarre avventure di JoJo
- Gatsu in Berserk
- Satoru Gojo in Jujutsu kaisen - Sorcery Fight
- Jin Kazama in Tekken: Bloodline
- Thomas in Pluto
- Voce addizionale in Scott Pilgrim - La serie
- N in The Grimm Variations

### Videogiochi
- Owain in Fire Emblem: Awakening e Fire Emblem Warriors
- Faust  in Guilty Gear Xrd e Guilty Gear -STRIVE-
- Yelv in Xenoblade Chronicles X
- Munehisa Iwai in Persona 5
- Detective Pikachu in Detective Pikachu
- Ichiban Kasuga in Yakuza: Like a Dragon, Like a Dragon Gaiden: The Man Who Erased His Name e Like a Dragon: Infinite Wealth
- Akira Nishikiyama in Yakuza 0: Director's Cut

## Doppiatori italiani
Da doppiatore è sostituito da:
- Luca Bottale in Doraemon
- Daniele Raffaeli in Kill la Kill
- Davide Fumagalli in Jujutsu Kaisen - Sorcery Fight
- Ezio Vivolo in Tekken: Bloodline
- Francesco Venditti in Yu Yu Hakusho
- Daniele Raffaeli in The Grimm Variations
- Claudio Moneta in Advance Wars 1+2: Re-Boot Camp
- Christian Iasante in Like a Dragon: Yakuza